# 體能之巔：百人大挑戰
《體能之巔：百人大挑戰》，是由Netflix、MBC合製製作的綜藝節目，由張浩基導演操刀，並由真人實境秀《鋼鐵部隊》的編劇姜淑景負責企劃，本節目將邀請一百名體格強健的參賽者，並在這些參賽者當中找出擁有最強、最完美身材的「體格」，展開激烈生存戰的競賽綜藝節目，爭奪三億韓圜（約180萬港元）的冠軍獎金。
2023年6月，根據Netflix官方消息指出，因為本節目成為Netflix非英語電視類別中首個成為最受歡迎的真人秀節目，正式宣佈籌備第二季；而第二季《體能之巔：百人大挑戰2》將於2024年3月19日起正式上線。

## 參賽選手
以下個人資訊根據當時播出資料作紀錄
| 排名   | 姓名          | 韓文     | 年齡 | 性別 | 職業、個人資訊                     | 分隊       | 備註     |  |
| ------ | ------------- | -------- | ---- | ---- | ---------------------------------- | ---------- | -------- |  |
| 冠軍   | 禹秦熔        | 우진용   | 37   | 男   | 混合健身選手、前單板滑雪障礙賽代表 | 秋成勳隊   |          |  |
| 亞軍   | 鄭海民        | 정해민   | 33   | 男   | 競輪選手                           | 趙真亨隊   |          |  |
| 季軍   | 朴鎮用        | 박진용   | 29   | 男   | 雪橇項目國家代表                   | 趙真亨隊   |          |  |
| 第四名 | 趙真亨        | 조진형   | 41   | 男   | 大力士冠軍、汽車經銷商             | 趙真亨隊   |          |  |
| 第五名 | 金民澈        | 김민철   | 33   | 男   | 高山救援隊隊員、攀冰項目國家代表   | 秋成勳隊   |          |  |
| 20強   | 尹誠彬        | 윤성빈   | 28   | 男   | 鋼架雪車奧運金牌得主               | 尹誠彬隊   |          |  |
| 20強   | 秋成勳        | 추성훈   | 47   | 男   | 前柔道選手、現役綜合格鬥選手       | 秋成勳隊   |          |  |
| 20強   | 正韓泉        | 정한샘   |      | 男   | 音樂劇演員                         | 馬善浩隊   |          |  |
| 20強   | 金強敏        | 김강민   | 31   | 男   | 健美運動員                         | 馬善浩隊   |          |  |
| 20強   | 宋雅凜        | 송아름   | 31   | 女   | 健美運動員                         | 馬善浩隊   |          |  |
| 20強   | 車炫承        | 차현승   | 31   | 男   | 模特兒、舞者                       | 尹誠彬隊   |          |  |
| 20強   | 馬善浩        | 마선호   | 40   | 男   | 健美運動員                         | 馬善浩隊   |          |  |
| 20強   | 米洛克        | 미라클   | 28   | 男   | 舞者                               | 馬善浩隊   |          |  |
| 20強   | 達斯汀·尼珀特 | 니퍼트   | 41   | 男   | 棒球選手                           | 秋成勳隊   |          |  |
| 20強   | 薛基寬        | 설기관   | 39   | 男   | 健美運動員                         | 尹誠彬隊   |          |  |
| 20強   | 金多英        | 김다영   | 28   | 女   | 特技演員                           | 趙真亨隊   |          |  |
| 20強   | 申寶美萊      | 신보미래 | 28   | 女   | 拳擊選手                           | 秋成勳隊   |          |  |
| 20強   | 金植          | 김식     |      | 男   | 鋼架雪橇項目國家隊教練             | 尹誠彬隊   |          |  |
| 20強   | 孫熙東        | 손희동   |      | 男   | 摔角選手                           | 尹誠彬隊   |          |  |
| 20強   | 趙呈明        | 조정명   | 29   | 男   | 雪橇項目國家代表                   | 趙真亨隊   |          |  |
| 30強   | 張恩實        | 장은실   | 32   | 女   | 摔角選手                           | 張恩實隊   |          |  |
| 30強   | 朴亨根        | 박형근   | 36   | 男   | 綜合格鬥選手                       | 張恩實隊   |          |  |
| 30強   | 徐雪白        | 서하얀   |      | 女   | 混合健身選手                       | 張恩實隊   |          |  |
| 30強   | 美狐          | 미호     |      | 女   | 健身教練                           | 張恩實隊   |          |  |
| 30強   | 梁鶴善        | 양학선   | 30   | 男   | 前體操選手、跳馬項目奧運金牌得主   | 張恩實隊   |          |  |
| 30強   | 沈音燈        | 심으뜸   | 32   | 女   | 普拉提教練、健身KOL                | 澳洲泰山隊 | 敗部復活 |  |
| 30強   | 成治賢        | 성치형   |      | 男   | 賭場經銷商(荷官)、健身模特兒       | 張成民隊   | 敗部復活 |  |
| 30強   | 金商郁        | 김상욱   | 29   | 男   | 綜合格鬥選手                       | 金商郁隊   | 敗部復活 |  |
| 30強   | 崔成赫        | 최성혁   |      | 男   | 鋼管運動選手                       | 張成民隊   | 敗部復活 |  |
| 30強   | 李俊明        | 이준명   | 27   | 男   | 街頭健身選手                       | 郭明植隊   | 敗部復活 |  |
| 50強   | 南庚進        | 남경진   | 34   | 男   | 摔角國家代表                       | 南庚進隊   |          |  |
| 50強   | 張在          | 짱재     | 37   | 男   | UDT水下爆破戰隊後備軍下士          | 南庚進隊   |          |  |
| 50強   | 朴智琇        | 박지수   |      | 男   | 橄欖球隊國家代表                   | 南庚進隊   |          |  |
| 50強   | 孫熙贊        | 손희찬   | 24   | 男   | 韓式摔角選手                       | 南庚進隊   |          |  |
| 50強   | 黃潾光        | 황빛여울 |      | 女   | 混合健身選手                       | 南庚進隊   |          |  |
| 50強   | 澳洲泰山      | 호주타잔 | 28   | 男   | 旅行Youtuber                       | 澳洲泰山隊 |          |  |
| 50強   | 林柾潤        | 임정윤   |      | 男   | 體育教育系大學生                   | 澳洲泰山隊 |          |  |
| 50強   | 房晟赫        | 방성혁   |      | 男   | 健身教練                           | 澳洲泰山隊 |          |  |
| 50強   | 迪輔(Dbo)     | 디보     | 30   | 男   | Rapper                             | 澳洲泰山隊 |          |  |
| 50強   | 歐凡(OVAN)    | 오반     | 25   | 男   | 歌手                               | 金商郁隊   |          |  |
| 50強   | 安多靜        | 안다정   | 34   | 女   | 健美運動員                         | 金商郁隊   |          |  |
| 50強   | 朱東朝        | 주동조   |      | 男   | 綜合格鬥選手                       | 金商郁隊   |          |  |
| 50強   | 李國榮        | 이국영   |      | 男   | 音樂劇演員                         | 張成民隊   |          |  |
| 50強   | 方持勛        | 방지훈   |      | 男   | 健美運動員                         | 金商郁隊   |          |  |
| 50強   | 郭明植        | 곽명식   | 31   | 男   | 混合健身選手                       | 郭明植隊   |          |  |
| 50強   | 朴鐘赫        | 박종혁   |      | 男   | 插畫家                             | 郭明植隊   |          |  |
| 50強   | 李敏雨        | 이민우   |      | 男   | 廚師                               | 郭明植隊   |          |  |
| 50強   | 金叡顯        | 김예현   |      | 男   | 前劍擊選手                         | 張成民隊   |          |  |
| 50強   | 張成民        | 장성민   | 30   | 男   | 橄欖球國家代表                     | 張成民隊   |          |  |
| 50強   | 姜閒          | 강한     | 25   | 男   | 有舵雪橇項目國家代表               | 郭明植隊   |          |  |

## 競賽關卡

### 賽前關卡：吊單槓
- 遊戲分為兩組進行：奇數座位的玩家和偶數座位的玩家。
- 不論組別，排名從第1名到第100名，都是根據個人堅持的時間來決定的。
- 勝利者獲得特權在下一關優先選擇對手，這關卡並不會淘汰選手。

### 第1道關卡：搶球
- 競技場有A跟B兩張地圖，分別是泥漿池及障礙物場。
- 從賽前關卡的第一名開始依序選擇自己想要挑戰的對手以及競技場。
- 限時三分鐘，兩位參賽者要搶一顆球，最後持球的人才能生存。
- 若超過三分鐘未分出勝負，則進入一分鐘延長賽。

### 第2道關卡：搬運沙子（團體賽）
- 任務以團戰形式進行，每隊必須組成5人小隊，合共10隊。
- 先選擇代表各隊的十位隊長，先讓所有選手選三位想一起組隊的參賽者，在他們的名字上面蓋章，最多票的前十位即為隊長。
- 其它選手到想加入的隊長前排隊，超過四位的將由隊長選擇，沒被選上的將被逐出隊伍。
- 當團隊成員決定後，從獲得最多選票的隊長開始，按順序選擇你想對戰的對手球隊。
- 兩隊必須先將只有一半的橋搭好後，過橋將裝好沙的袋子倒入沙桶，參賽者只能透過吊橋移動，隊員禁止在橋上傳遞沙袋。
- 限制時間為12分鐘，在時限內填入更多沙子的隊伍獲勝。

### 第2.5道關卡：保衛軀幹（敗部復活賽）
- 團賽失敗的隊伍，分別抓住自己體重40%雕像的繩子，撐到最後五人就可以生存下去。
- 最後五人能敗部復活。

### 第3道關卡：拉動1.5噸的船（團體賽）
- 第2道關卡時組建的小隊成員保持不變，失敗者復活的五名成員將成為一隊。
- 以聯合隊伍方式進行，兩隊必須組成10人隊，共3隊。
- 把10個橡木桶都放在船上，1個橡木桶在一個木箱裡，須用錘子敲碎木箱將它拿出。下面放原木移動船，在坡道上還使用了一個滑輪。最後船隻需停泊在錨上即成功。
- 測量把1.5噸的船及10個橡木桶共2噸，移動到停泊處的時間。
- 三個聯盟隊伍中耗時最久的隊伍將全員遭到淘汰。之後沒有敗部復活賽。

### 第4道關卡：挑戰五項希臘神話
- 總共有五個比賽項目：
  - 阿特拉斯的懲罰：把50公斤的大石頭搬起來頂住，石頭不能掉落或是著地，需要全身的耐力挺住重量，堅持到最後的就是贏家。
  - 普羅米修斯之焰：短距離的跑步衝刺賽，搶奪終點的火炬，每一趟都會淘汰最後一位，衝刺的速度會決定結果，最後搶得火炬的就是贏家。
  - 伊卡洛斯之翼：單純的攀繩比賽，但是繩子會不斷往下放，選手在過程當中都要留在繩子上面，手臂的肌耐力是關鍵，堅持到最後一位就是贏家。
  - 銜尾蛇之尾：在環形跑道上奔跑，可以觸摸前面的玩家來淘汰對手直到，只剩下最後一位就是贏家。
  - 薛西弗斯的懲罰：滾動100公斤的石頭，推上坡道到對面落下，再從另外一邊反覆推動石頭，過程會消耗大量體力，堅持到最後一位就是贏家。
- 每一個項目各隊派一人參賽，每個項目只會留下最後的優勝者，其餘全部都會被淘汰。

### 第5道關卡：FINAL QUEST
- 最終關卡有四項競賽組成，一次淘汰一人，從所有競賽中存活下來的最後一人將成為贏家。
- 五人競賽：五角拔河
  - 五位參賽者被綁在同一條繩上較勁，目標是拿到放在面前的鑰匙並用其解開自己身上的鎖，最後一位無法解鎖的參賽者將被淘汰。
- 四人競賽：翻轉四角形
  - 以二對二團體戰方式進行，每隊分別代表黑色和白色，在五分鐘內將地板上的黑白四角板快速翻轉，最後四角板朝上顏色較多的那隊全員生存。
  - 落敗的那隊將再次進行個人賽，時限改為三分鐘，並由此決定最終淘汰者。
- 三人競賽：三角折返跑
  - 當出發的提示音響起時，三位參賽者要快速跑到另一端再回到起點，不斷進行折返跑。下一次提示音響起前無法回到起點的參賽者則被淘汰。
  - 期間限時將會分階段不斷縮短。
- 二人競賽：無限拉繩
  - 兩位參賽者需要不斷拉動又長又重的繩索，直到其中一方拉完為止。先抓到繩索末端的參賽者獲勝，並成為《體能之巔：百人大挑戰》的最終贏家。

## 外部連結
- 在Netflix上觀看《體能之巔：百人大挑戰》